# Angel (1984)
Angel ist ein US-amerikanischer Spielfilm aus dem Jahr 1984.

## Handlung
Die 15-jährige Molly Stewart besucht tagsüber eine Privatschule in Los Angeles. Abends verwandelt sie sich in Angel, eine mit Minirock und High Heels bekleidete Prostituierte auf dem Hollywood Boulevard. Auf der Straße hat sie sich mit einigen Nachtmenschen angefreundet, so z. B. mit einem Stadtcowboy, dem Transvestiten Mae und dem Straßenkünstler Yoyo.
Ein Serienmörder versetzt den Straßenstrich in Angst und Schrecken. Lieutenant Andrews untersucht die Mordserie an Prostituierten, kommt aber mangels Hinweisen nicht weiter. Auch Angels Freundin und Kollegin Crystal wird zu einem Opfer des Killers. In der Schule wundert sich die Lehrerin Patricia Allen darüber, dass sich Molly nicht an Aktivitäten der Schule beteiligt. Molly erklärt, dass sie sich um ihre pflegebedürftige Mutter kümmern müsse.
Lt. Andrews gibt den Prostituierten den Rat, nur noch paarweise zu arbeiten. Angels Partnerin ist Lana, die mit ihr ein Motelzimmer teilt. Lana nimmt einen Kunden mit auf das Zimmer. Stunden später will auch Molly mit einem Freier auf das Zimmer, doch sie findet ihre Kollegin ermordet unter der Dusche auf. Mit Angels Aussagen kann ein Phantombild des letzten Kunden Lanas erstellt werden. Tatsächlich wird ein Verdächtiger zu einer Gegenüberstellung gebracht. Angel identifiziert ihn als Täter, doch der Verdächtige kann flüchten und sich den Weg aus dem Polizeirevier freischießen.
Andrews will nun mit Angels (d. h. Mollys) Eltern sprechen. Es stellt sich jedoch heraus, dass der Vater vor neun Jahren verschwand. Mollys Mutter verließ ihre Tochter vor drei Jahren. Molly schaffte es, die Illusion zu erschaffen, dass ihre Mutter im Hause sei, um nicht in ein Heim eingewiesen zu werden. Seit drei Jahren verdient sie sich das Geld mit Prostitution.
Molly besorgt sich eine Waffe und geht wieder als Angel zur Arbeit, trotz aller Warnungen von Andrews. Doch in dieser Nacht wird sie von einem Schulkameraden, Ric Sawyer, erkannt. Es dauert nicht lange, bis die ganze Schule weiß, was Angel in den Nächten macht. Am nächsten Tag sucht die Lehrerin Molly auf und will die Mutter sprechen. Der Transvestit Mae gibt sich als Mollys Mutter aus, doch Mrs. Allen fällt auf die Lüge nicht herein. Mrs. Allen und Molly verlassen nacheinander das Apartment. Der Killer bricht ein und ersticht Mae.
Molly kehrt mit Lt. Andrews zurück. Sie finden die Leiche des Transvestiten. Molly greift sich ihre Waffe und macht sich auf die Suche nach dem Killer. Andrews folgt ihr. Mollys Freund Carson, der sie begleitet, kann den Killer nach einem Kampf töten.

## Kritiken
Eine zeitgenössische Kritik in der New York Times urteilte, Angel sei so nah daran, konsequent lächerlich zu sein, dass es „nicht ununterhaltsam“ sei. Das Lexikon des internationalen Films bezeichnete den Film als „abstruse und unentschlossene Mischung aus Melodram, Psycho-Thriller, unfreiwilliger Komik und verworrener Milieustudie. Das eigentliche Thema, eine weibliche Variation des ‚Jekyll-und-Hyde‘-Motivs, wird in einer vordergründigen und unsicheren Inszenierung verschenkt.“
Die Filmzeitschrift Cinema sah in dem Film einen exzentrischen Thriller. Das Fazit des Magazins: „Grell, schnell und nicht ganz ernst zu nehmen.“
Der „TV Guide“ befand, dass der Film, obwohl albern und geschmacklos, es schaffe, einige interessante Ideen in das Standardrepertoire eines Exploitationfilms einzuführen.

## Auszeichnungen
Auf dem „International Lesbian & Gay Film Festival“ in San Francisco gewann der Film den Zuschauerpreis.

## Hintergrund
Angel ist eine Produktion von New World Pictures und Adams Apple Film, angekündigt war ein Budget von drei Millionen Dollar. Gedreht wurde der Film im Sommer 1983 in Los Angeles, am und um den Hollywood Boulevard herum. Hier, im Pacific Hollywood Theatre, fand auch die Premiere statt.
Der Film kam am 13. Januar 1984 in die US-amerikanischen Kinos. In Deutschland erschien er am 27. April des gleichen Jahres.
Donna Wilkes, die Darstellerin der 15-jährigen Titelfigur, war zum Zeitpunkt der Dreharbeiten 24 Jahre alt.

## Fortsetzungen
Der Film zog drei Fortsetzungen nach sich:
- 1984: Angel kehrt zurück (Avenging Angel) mit Betsy Russell als Angel
- 1987: Angel 3 – Die Suche (Angel 3: The Final Chapter) mit Mitzi Kapture als Angel
- 1993: L.A. Angel – Deadly Revenge (Angel IV: Assault with a Deadly Weapon) mit Darlene Vogel als Angel